# Pięć filarów islamu
Muzułmanin ma pięć obowiązków, zwanych pięcioma filarami islamu (Arkan ad-din, Arkan-al-Islam). Są one traktowane bardzo poważnie przez wyznawców głównego nurtu tej religii (sunnitów, szyitów i charydżytów), natomiast wiele ugrupowań religijnych pochodzenia szyickiego (np. alewici czy alawici) uważa je tylko za zalecenia, symbole i niekoniecznie się do nich stosuje.

## Filary islamu

### Filary islamu sunnickiego
Pierwszy filar – szahada – włącza formalnie do wspólnoty. Często wymagana jest obecnie obecność imama (choć przyjęcie islamu jest wyłącznie sprawą między wiernym a Bogiem), jednak jeśli to nie jest możliwe (np. na łożu śmierci) – nie ma takiego obowiązku. Na niektórych stronach internetowych proponuje się przyjęcie islamu przez internet poprzez przeczytanie szahady i kliknięcie potwierdzenia. Olbrzymia większość autorytetów religijnych nie zgadza się jednak z tym podejściem. Ponadto islam (według większości teologów) przyjmuje każdy przed narodzeniem – dopiero po nim ludzie się od niego odwracają – szahada jest więc formalnym potwierdzeniem wiary dla muzułmanina i powrotem na łono islamu dla konwertyty.
Pozostałe cztery filary powinny być wypełniane przez każdego muzułmanina i są formą okazywania wiary. Tylko osoby, które przyjęły islam tuż przed śmiercią, nie muszą ich wypełnić. Czasem jako nieoficjalny, szósty filar podaje się dżihad. Z tą interpretacją nie zgadza się większość teologów – szczególnie jeśli chodzi o „mały dżihad” – wojnę z niewiernymi (ponadto znaczna część z nich twierdzi, że nie ma żadnych podstaw do niego po okresie podbojów islamskich w VII wieku). Co do „dużego dżihadu” – walki z własnymi słabościami – nie jest on filarem wiary, ale głównie na jego podstawie Bóg będzie sądził muzułmanów w dniu Sądu Ostatecznego.
Filary islamu sunnickiego:
1. Wyznanie wiary (شهادة, szahada) – Nie ma bóstwa oprócz Boga jedynego, a Mahomet jest Jego prorokiem. Pojawiają się też tłumaczenia, gdzie słowo „bóstwo” zastąpione jest przez słowo „Bóg”, a „Boga jedynego” zastąpione jest słowem „Allaha”. Są to błędne tłumaczenia szahady. Słowa Allah (oznaczające Boga w religii monoteistycznej) używają też chrześcijanie mówiący językiem arabskim.
2. Modlitwa (صلاة, salat) – odprawiana pięć razy dziennie z twarzą zwróconą w stronę Mekki.
3. Jałmużna (زكاة, zakat) – określoną część swojego majątku muzułmanin ma obowiązek oddawać biednym.
4. Post (صوم, saum) – w ciągu dziewiątego miesiąca roku muzułmańskiego (ramadanu), muzułmanie muszą powstrzymywać się od jedzenia i picia od wschodu do zachodu słońca.
5. Pielgrzymka do Mekki (حج, hadżdż) – muzułmanin musi ją odbyć przynajmniej raz w życiu, jeśli pozwala mu na to sytuacja materialna.

### Filary islamu szyickiego

#### Imamizm
Filary islamu imamickiego uwzględniają pięć Usul al-Din i dziesięć Furu al-Din, tzn. wierzenia i praktyki islamu:
1. Tawhid – Monoteizm: Wiara w jedyność Boga
2. Adl – Boska sprawiedliwość: wiara w sprawiedliwość Boga
3. Nubułłah – Proroctwo
4. Imamat – Sukcesja po Mahomecie
5. Mi'ad – Dzień Sądu Ostatecznego i Zmartwychwstania

W dodatku do pięciu filarów, szyici imamici uwzględniają dziesięć obowiązkowych praktyk zwanych artykułami wiary:
1. Salat – obowiązkowa modlitwa odprawiana pięć razy dziennie, z twarzą zwróconą w stronę Mekki
2. Saum – post
3. Zakat – jałmużna
4. Chums – jałmużna
5. Hadżdż – pielgrzymka do Mekki
6. Dżihad – codzienna walka z samym sobą (np. przeciwko grzeszeniu), rzadziej walka zbrojna
7. Amr-bil-Maruf – żyć podług tego, co dobre i sprawiedliwe
8. Nahi Anil Munkar – zabraniać tego, co złe
9. Tawalla – okazywać miłość wobec dobra
10. Tabarra – potępiać i okazywać nienawiść wobec zła

#### Ismailizm
Szyici ismailici posiadają siedem filarów wiary:
1. Walajah (dosłownie „Kuratela”) – miłość wobec Boga, proroków, imamów i duʻāt (misjonarzy).
2. Tawhid – monoteizm, wiara w jedyność Boga.
3. Salat – obowiązkowa modlitwa odprawiana pięć razy dziennie, z twarzą zwróconą w stronę Mekki. W odróżnieniu od muzułmanów sunnickich, szyickich imamitów i innych ismailitów, nizaryci wierzą, iż forma modlitwy jest ustalana i może być zmieniona przez żyjącego imama (zobacz Aga Chan).
4. Zakat – jałmużna.
5. Saum – post.
6. Hadżdż – pielgrzymka, różnie rozumiana przez poszczególne gałęzie ismailizmu. Jedne grupy odbywają ją do Mekki, inne jak np. Druzowie, rozumieją ją metaforycznie i w ogóle nie pielgrzymują fizycznie nigdzie.
7. Dżihad – codzienna walka z samym sobą (np. przeciwko grzeszeniu), rzadziej walka zbrojna.